# Panorama de la biología

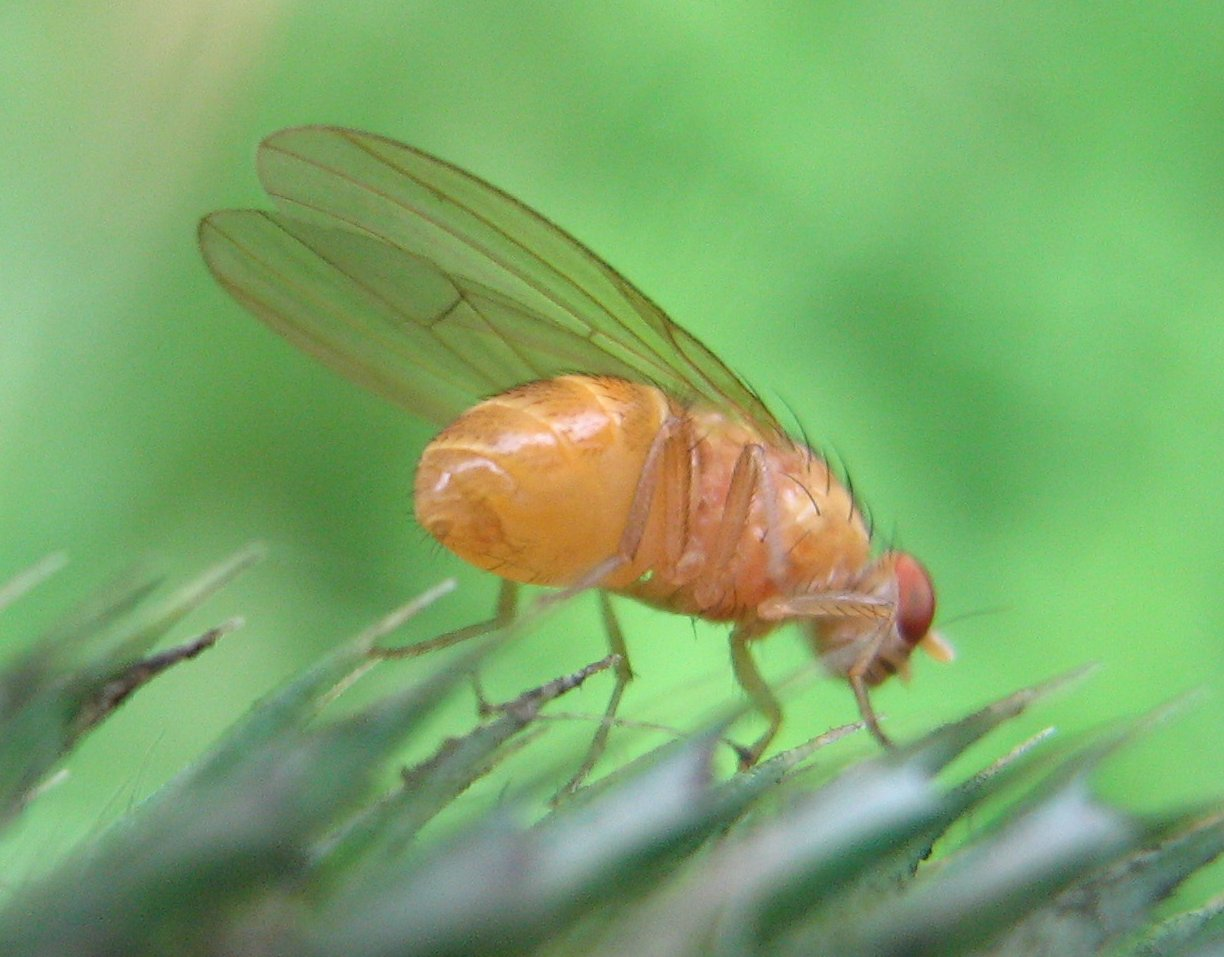
Drosophila melanogaster, generalmente utilizado como organismo modelo

Biología – La ciencia natural  que estudia la vida. Las áreas de enfoque incluyen estructura, función, crecimiento, origen, evolución, distribución, y taxonomía.

## Historia de la biología
- Historia de la anatomía
- Historia de la bioquímica
- Historia de la biotecnología
- Historia de la ecología
- Historia de la genética
- Historia del pensamiento evolutivo:
  - El eclipse del Darwinismo – Catastrofismo – Lamarckismo – Orthogénesis – Mutacionismo – Estructuralismo – Vitalismo
  - Síntesis evolutiva moderna
  - Historia de la evolución molecular
  - Historia de la especiación
- Historia de la medicina
- Historia de los organismos modelos
- Historia de la biología molecular
- Historia natural
- Historia de la sistemática de plantas

## Visión general
- Biología
  - Ciencia
  - Vida
    - Propiedades: Adaptación – procesamiento de Energía – Crecimiento – Orden – Homeóstasis – Reproducción – Respuesta al entorno

  - Organización biológica: átomo – molécula – célula – tejido – órgano – sistema de órganos – organismo – población – comunidad – ecosistema – biósfera
    - Aproximación: Reduccionismo – propiedad emergente – mecanicismo
- Biología como ciencia: 
  - Ciencia natural
  - Método científico: observación – pregunta de investigación – hipótesis – testabilidad – predicción – experimento – datos – estadísticas
  - Teoría científica – ley científica
- Método de búsqueda
  - Lista de métodos de investigación en la biología
- Literatura científica
  - Lista de revistas de biología: revisión por pares

## Base química
Esbozo de la bioquímica
- Átomos y moléculas
  - Asunto – elemento – átomo – protón – neutrón – electrón - modelo de Bohr – isótopo – enlace químico – enlace iónico – iones – enlace covalente – enlace de hidrógeno – molécula
- Agua:
  - Propiedades de agua – solvente – cohesión – tensión de superficial – Adhesión – pH
- Compuestos orgánicos:
  - Carbono – enlaces carbono-carbono – hidrocarburo – monosacárido – aminoácidos – nucleótido – grupo funcional – monómero – adenosín trifosfato (ATP)– lípidos – aceite – azúcar – vitaminas – neurotransmisor – cera
- Macromoléculas:
  - Polisacárido: celulosa – carbohidrato – quitina – glucógeno – almidón
  - Proteínas: estructura primaria – estructura secundaria – estructura terciaria – conformación – estado nativo – plegamiento de proteínas – enzima – receptor – receptor transmembranal  – canal de ion – proteína transportadora de membrana – colágeno – pigmentos: chlorofila – carotenoide – xantófila – melanina – prion
  - Lípidos: membrana de célula – grasas – fosfolípidos
  - Ácidos nucleicos: ADN – ARN

## Células
Esbozo de la biología celular
- Estructura de la célula:
  - La célula acuñada por Robert Hooke
  - Técnicas: cultura de célula – microscopio – microscopio óptico – microscopio de electrones – SEM – TEM
  - Orgánulos: Citoplasma – Vacuola – Peroxisoma – Plasto
    - Núcleo de célula
      - Nucleoplasma – Nucleolo – Cromatina – Cromosoma

    - Endomembrane Sistema
      - Envoltura nuclear – Retículo endoplasmático – Aparato de Golgi – Vesículas – Lisosoma

    - Creadores de energía: Mitocondria y Cloroplasto

  - Membranas biológicas:
    - Membrana plasmática – membrana Mitocondrial – membrana del cloroplasto

  - Otro subcellular características: pared celular – pseudópodo – citoesqueleto – huso acromático – flagelo – cilio
    - Transporte de célula: Difusión – Ósmosis – isotónica – transporte activo – fagocitosis
    - Reproducción celular: citocinesis – centrómero – meiosis
    - Reproducción nuclear: mitosis – interfase – profase – metafase – anafase – telofase
    - Muerte de célula programada – apoptosis – senescencia celular
- Metabolismo: 
  -     - Enzima - energía de activación - proteólisis @– cooperatividad
- Respiración celular
  -     - Glucólisis – Complejo de Piruvato dehidrogenasa – ciclo de Krebs – cadena de transporte de electrones – fermentación
- Fotosíntesis
  -     - Fase luminodependiente – ciclo de Calvin
- Ciclo celular
  - mitosis – Cromosoma – ploidía – diploidía – poliploidía – profase – metafase – anafase – citocinesis – meiosis

## Genética
Esbozo de la Genética
- Herencia
  - Herencia – Herencia Mendeliana – gen – locus – carácter biológico – alelo – polimorfismo – homocigoto – heterocigoto – híbrido – hibridación – cruza dihíbrida – Cuadro de Punnett @– endogamia
  - Distinción de Genotipo–Fenotipo – genotipo – fenotipo – gen dominante – gen recesivo
  - Interacciones genéticas – Ley de la segregación de Mendel – mosaico genético – efecto maternal – penetrancia genética – complementación – supresión – epistasia – ligamiento
  - Organismos modelo: Drosophila – Arabidopsis – Caenorhabditis elegans – ratón – Saccharomyces cerevisiae – Escherichia coli – Fago lambda – Xenopus – pollo – Danio rerio – Ciona intestinalis – amphioxus
  - Técnicas: pantalla genética – mapa de conexión – mapa genético
- ADN
  - La doble hélice del ácido nucleico
  - Nucleobase: Adenina (Un) – Citosina (C) – Guanina (G) – Timina (T) – Uracito (U)
  - Replicación de ADN – mutación – tasa de mutación – corrección de errores – reparación de discrepancias en ADN – mutación de punto – entrecruzamiento – recombinación – plásmido – transposón
- Expresión de gen
  - Dogma central de biología molecular: nucleosoma – código genético – codón – factor de transcripción – transcripción – traducción – ARN – histona – telómero
  - heterocromatina – Promotor – ARN polimerasa
  - Proteína biosintetizada – ribosomas
- Control de gen
  - operón – Activador – represor – corepresor – enhancer – empalme alternativo
- Genoma
  - secuenciación de ADN – secuenciación de alto rendimiento – bioinformática
  - Proteoma – proteómica – metaboloma – metabolómica
  - Prueba de paternidad con ADN
- Biotecnología (ve también Esbozo de técnicas bioquímicas y biología Molecular): 
  - Impresión de ADN por medio de huellas – impresión genética con huellas – microsatélite – bloqueo de geners – impronta genética – Genómica de interferencia del ARN – biología computacional – bioinformática – electroforesis en gel – transformación – PCR – mutagénesis en PCR – partidor – excursionismo de cromosoma – RFLP – enzima de restricción – secuenciamiento – secuenciamiento con escopeta – clonación – cultivo – chip de ADN – electroforesis – etiqueta de proteína – cromatografía de inmunoafinidad – difracción de radiografía – Proteómica – espectrometría de masas
- Genes, desarrollo, y evolución
  - Apoptosis
  - Modelo de bandera francesa
  - Formación de patrones
  - Caja de herramientas genéticas Evo-devo
  - Factor de transcripción

## Evolución
Esbozo de evolución (ve también biología evolutiva) 
- Procesos evolutivos
  - Evolución
  - microevolución: Adaptación – selección – selección natural – selección direccional – selección sexual – deriva genética – reproducción sexual – reproducción asexual – colonia – frecuencia de alelo – teoría neutralista de la evolución molecular – genética de poblaciones – principio de Hardy-Weinberg
- Especiación
  - Especie

- Filogenia
  - Apellido (evolución) – árbol filogenético – cladísticas – especies– taxón – clado – monofilético – polifilético – parafilético – herencia genética – carácter biológico – secuencia de ácido nucleico – sinapomorfia – homología – reloj molecular – grupo externo (cladística) – parsimonia máxima (filogenética) – Filogenética Computacional
  - Taxonomía Linnaea: Carl Linnaeus – dominio (biología) – reino (biología) – filo – clase (biología) – orden (biología) – familia (biología) – género – especies
  - Sistema de tres dominios: Archaea – Bacteria – Eukaryota – Protista – Fungi – Plantae – Animalia
  - Nomenclatura binomial: clasificación científica – Homo sapiens

- Historia de vida
  - Abiogénesis – organización biológica – Experimento de Miller–Urey
  - Macroevolución: rediación adaptiva – evolución convergente – extinción – extinción masiva – fósil – tafonomía – escala temporal geológica – tectónica de placas – deriva continental – Especiación alopátrica – Gondwana – Pangea – endosimbiosis

## Diversidad
- Bacteria y Archaea
- Protista
- Diversidad de Plantae
  - Algas verdes
    - Chlorophyta
    - Charophyta

  - Bryophytas
    - Hepaticophyta
    - Anthocerotophyta
    - Musgos

  - Pteridophyta
    - Lycophyta
    - Filicopsida

  - Plantas de semilla - Spermatophyta
    - Cycadophyta
    - Ginkgoales
    - Pinidae
    - Gnetales
    - Angiospermae
- Fungi
  - Levadura – molde (hongo) – seta
- Diversidad de Animalia
  - Invertebrados: 
    - Esponjas - Porifera – Cnidaria – Coral – Medusas - Medusozoa – Hydra (género) – Anémona de mar - Actiniaria
    - Platyhelminthes – Nematoda
    - Arthropoda: Crustácea – Chelicerata – Myriapoda – Arachnida – Insecta – Annelida – Mollusca

  - Vertebrata: 
    - Pez– Agnatha – Chondrichthyes – Osteichthyes
    - Tiktaalik
    - Tetrápoda
      - Amphibia
      - Reptilia
      - Aves
        - Aves no voladoras – Neognathae – Dinosauria

      - Mamíferos - Mammalia
        - Placentalia: Primates
        - Marsupialia
        - Monotremata
- Virus
  - Virus ADN – virus ARN – retroviruses - Retroviridae

## Formación y función de plantas
- Cuerpo de planta
  - Sistemas de órgano: raíz – brote – tallo – hoja – flor
- Nutrición de planta y transporte
  - Tejido vascular – corteza (botánica) – Banda de Caspary – Turgencia – Xilema – Floema – Transpiración – madera – tronco (botánica)
- Desarrollo de la planta
  - Tropismo – taxis
  - Semilla – Cotiledón – Meristema – Meristemo apical – Cámbium vascular – Felógeno
  - Alternancia de generaciones – Gametófito – Antheridio – Arquegonio – Esporófito – Espora – Esporangio
- Reproducción de planta
  - Angiospermae – flor – reproducción – esperma – polinización – autopolinización – polinización cruzada – néctar – polen
- Respuestas de planta
  - Hormona de planta – maduración – fruto – Etileno como una hormona de planta – toxina – polinizador – fototropismo – skototropismo – fototropina – fitocromo – auxina – fotoperiodismo – gravedad

## Función y formas animales
- Características generales: morfología (biología) – anatomía – fisiología – tejidos biológicos – órgano (biología) – sistemas de órgano
- Agua y equilibrio de sal
  - Fluidos de cuerpo: presión osmótica –  composición iónica – volumen
    - Difusión – ósmosis) – Tonicidad – sodio – potasio – calcio – cloruro

  - Excreción
- Nutrición y digestión
  - Sistema digestivo: estómago – intestino – hígado – nutrición – metabolismo de grupos nutritivos primarios – riñón – excreción
- Respiración
  - Aparato respiratorio: pulmones
- Circulación
  - Aparato circulatorio: corazón – arteria – vena – capilar sanguíneo – Sangre – célula de sangre
  - Sistema linfático: ganglio linfático
- Músculos y movimiento
  - Sistema esquelético: hueso – cartílago – articulación – tendón
  - Sistema muscular: músculo – actina – miosina – reflejo
- Sistema nervioso
  - Neurona – dendrita – axón – nervio – gradiente electroquímico – electrofisiología – potencial de acción – transducción de señal – sinapsis – receptor
  - Sistema nervioso central: cerebro – cordón espinal
    - Sistema límbico – memoria – sistema vestibular

  - Sistema nervioso periférico
  - Sistema nervioso sensorial: ojo – visión – audición – propriocepción – olfato –
- Sistema tegumentario: célula de piel
- Control hormonal
  - Sistema endocrino: hormona
- Reproducción animal
  - Sistema reproductivo: testículo – ovario – embarazo
    - Sistema reproductivo de peces
    - Sistema reproductivo mamífero
      - Sistema reproductivo humano
      - Pene mamífero
        - Básculo
        - Espinas peniles

      - Genitalia de delfínes mulares
      - Genitalia de marsupiales
      - Sistema reproductivo equino
      - Sistema genitourinario de artiodactyla
      - Anatomía Reproductiva del Toro
      - Sistema reproductivo de Carnívora
        - Fossa (Animal)#Externo genitalia
        - Hembra genitalia de spotted hienas
        - Anatomía de gato#Genitalia
        - Genitalia De perros
          - Pene canino
            - Bulbus glandis
- Desarrollo animal
  - Célula madre – blástula – gástrula – huevo (biología) – feto – placenta - gameto – espermátida – óvulo – cigoto – embrión – diferenciación celular – morfogénesis – homeobox
- Sistema inmunitario
  - Anticuerpo – huésped – vacuna – leucocitos – SIDA – linfocito T– leucocito
- Comportamiento animal
  - Comportamiento: apareamiento – comunicación animal – buscar refugio – migración (ecología)
  - Patrón de acción fija
  - Altruismo (biología)

## Ecología
Esbozo de ecología
- Ecosistemas: 
  - Ecología – Biodiversidad – hábitat – plancton – thermoclina – saprobo
  - Componente abiótico: agua – luz – radiación – temperatura – humedad – atmósfera – acidez
  - Microorganismo – biomasa  – materia orgánica – descomponedor – descomposición – carbono – ciclo de nutrientes – energía solar – topografía – Tierra – Barlovento y sotavento – Temperatura  de precipitación – bioma

- Poblaciones
  - Ecología de población: organismo – área geográfica – reproducción sexual – densidad de población – crecimiento de población – índice de natalidad – Índice de mortalidad – índice de inmigración – crecimiento exponencial – capacidad de carga – función logística – medio ambiente natural – competición (biología) – apareamiento – dispersión biológica – endémico (ecología) – curva de crecimiento (biología) – agua potable hábitat – recurso – población humana – tecnología – revolución Verde

- Comunidades
  - Comunidad (ecología) – nicho ecológico – especie clave – mimetismo – simbiosis – polinización – mutualismo – comensalismo – parasitismo – depredación – especie invasora – heterogeneidad medioambiental – efecto de borde
  - Interacciones consumidor-recurso: cadena trófica – red trófica – autótrofo – heterótrofo – herbívoro – carnívoro – nivel trófico

- Biósfera
  - Litósfera – atmósfera – hydrósfera
  - Ciclo biogeoquímico: ciclo de nitrógeno – ciclo de carbono – ciclo de agua
  - Cambio de clima: combustible Fósil – carbón – aceite – gas natural – consumo de energía Mundial – retroalimentación del cambio climático – Albedo – fregadero de Carbono de vapor de agua

- Conservación
  - Biodiversidad – hábitats – servicios de Ecosistema – pérdida de biodiversidad – extinción – Sostenibilidad – extinción del Holoceno

## Ramas
- Anatomía – estudio de la forma en animales, plantas y otros organismos, o específicamente en humanos. Sencillamente, el estudio de estructura interna de organismos vivos.
  - Anatomía comparada – el estudio de la evolución de especies a través de semejanzas y diferencias en su anatomía.
  - Osteología – Estudio de los huesos.
  - Osteomyoarthrology – El estudio del aparato de movimiento, incluyendo huesos, articulaciones, ligamentos y músculos.
  - Viscerología – El estudio de los órganos
  - Neuroanatomía – El estudio del sistema nervioso.
  - Histología – también conocida como anatomía microscópica o microanatomía, la rama de biología qué estudia la anatomía microscópica de tejidos biológicos.
- Astrobiología – estudio del origen, evolución temprana, distribución, y del futuro de la vida en el universo. También conocida como exobiología, y bioastronomía.
- Bioarchaeología – Estudio de restos humanos de sitios arqueológicos.
- Bioquímica – el estudio de las reacciones químicas requeridas por formas de vida para existir y funcionar, normalmente en un enfoque a nivel celular.
- Antropología biocultural – el estudio de las relaciones entre cultura y biología humanas.
- Biogeografía – estudio de la distribución de especies spacial y temporal.
- Biolingüistica – Estudio de la biología y la evolución de lengua.
- Economía ecológica – un campo interdisciplinario en que la interacción de la economía y biología humanas está estudiada.
- Biofísica – estudio de procesos biológicos a través de los métodos tradicionalmente utilizados en las ciencias físicas.
  - Biomecánica – El estudio de la mecánica de seres vivos.
  - Neurofísica – Estudio del desarrollo del sistema nervioso en un nivel molecular.
  - Biología cuántica – aplicación de mecánica cuántica y química teórica a problemas y objetos biológicos.
  - Virofísica – Estudio de la mecánica y la dinámica que conducen las interacciones entre virus y células.
- Biotecnología – rama nueva y a veces polémica de biología que estudia la manipulación de materia viva, incluyendo su modificación genética y biología sintética.
  - Bioinformática – Uso de la tecnología de información para el estudio, colección, y almacenamiento de información genética y biológica.
  - Ingeniería biológica – Estudio de la biología a través del medio de ingeniería con un énfasis en el conocimiento aplicado y en especial relacionado con la biotecnología.
  - Biología sintética – investiga integrar biología e ingeniería; construcción de las funciones biológicas no encontradas en naturaleza.
- Botánica – Estudio de las plantas.
  - Fotobiología – Estudio científico de las interacciones de luz (técnicamente, radiación no ionizadora) y organismos vivientes. El campo incluye el estudio de la fotosíntesis, fotomorfogénesis, procesamiento visual, ritmos circadianos, bioluminiscencia, y efectos de radiación ultravioleta.
  - Ficología – Estudio científico de algas.
  - Fisiología vegetal – subdisciplina de la botánica que oncierne al funcionamiento, o fisiología, de las plantas.[1]
- Biología celular – estudio de la célula como unidad completa, y las interacciones moleculares y químicas que ocurren dentro de una célula viviente.
  - Histología – estudio de la anatomía de células y tejidos de las plantas y los animales que utilizan microscopia.
- Cronobiología – Campo de la biología que examina periodicamente (cíclico) fenómenos en organismos vivientes y su adaptación a ritmos relacionados al sol y la luna.
  - Dendrocronología – estudio de anillos de árbol, utilizándoles para datar el año exacto en que fueron formados para analizar condiciones atmosféricas durante periodos diferentes en historia natural.
- Biología del desarrollo – estudio de los procesos a través de los cuales un organismo se forma, desde un cigoto hasta una estructura completa.
  - Embriología – estudio del desarrollo de embrión (de fecundación al nacimiento).
  - Gerontología – estudio de procesos de envejecimiento.
- Ecología – estudio de las interacciones de organismos vivientes con uno otro y con los elementos no vivientes de su entorno.
- Epidemiología – componente importante de búsqueda de salud pública, estudiando los factores que afectan la salud de poblaciones.
- Biología evolutiva – estudio del origen y descenso de especies con el tiempo.
  - Biología del desarrollo evolutiva – campo de biología que compara los procesos del desarrollo de organismos diferentes para determinar la relación ancestral entre ellos, y para descubrir cómo evolucionaron los procesos del desarrollo.
  - Paleobiología – Disciplina que combina los métodos y hallazgos de las ciencias de la vida con los métodos y hallazgos de la ciencia de la Tierra, paleontología.
    - Paleoantropología – El estudio de evidencia de fósil para evolución humana, principalmente utilizando restos de hominin extintos y otra especie primate para determinar los cambios morfológicos y conductuales en el linaje humano, así como el entorno en que la evolución humana ocurrió.
    - Paleobotánica – Estudio de plantas de fósil.
    - Paleontología – estudio de fósiles y a veces evidencia geográfica de vida prehistórica.
    - Paleopatología – El estudio de las condiciones patógenas observables en huesos o tejido blando momificable, y en desórdenes nutriticionales, variación en estatura o morfología de huesos con el tiempo, evidencia de trauma físico, o evidencia de estrés biomecánico ocupacionalmente derivado.
- Genética – estudio de los genes y la herencia.
  - Genética cuantitativa – estudio de fenotipos que varían continuamente (en caracteres tales como altura o masa)—contrario a fenotipos discretamente identificables y productos de genes (como color de ojos, o la presencia de algún bioquímico en particular.
- Geobiología – Estudio de las interacciones entre la Tierra física y la biósfera.
- Inmunología – estudio de sistemas inmunes en todos los organismos.
- Biología marina – estudio de los ecosistemas de océano, plantas, animales, y otros seres vivos.
- Microbiología – estudio de organismos microscópicos (microorganismos) y sus interacciones con otros seres vivientes.
  - Bacteriología – estudio de las bacterias
  - Micología – estudio de fungi
  - Parasitología – Estudio de los parásitos y parasitismo.
  - Virología – estudio de virus
- Biología molecular – estudio de la biología y funciones biológicas en el nivel molecular, con alguna cruz encima de bioquímica.
  - Biología estructural – una rama de la biología molecular, bioquímica, y la biofísica concerniente a la estructura molecular de macromoléculas biológicas.
- Neurociencia – estudio del sistema nervioso, incluyendo anatomía, fisiología y propiedades emergentes.
  - Psicobiología – estudio de la fisiología, genética, y mecanismos del desarrollo de comportamiento en humanos y otros animales.
  - Neurociencia celular – estudio de las neuronas en un nivel celular.
  - Neurociencia cognitiva – estudio de substratos biológicos subyacentes a la cognición, con un foco en los substratos neuronales de procesos mentales.
  - Neurociencia computacional – estudio de la información que procesa funciones del sistema nervioso, y el uso de ordenadores digitales para estudiar el sistema nervioso.
  - Neurociencia del desarrollo – estudio de la base celular de desarrollo de cerebro que estudia los mecanismos subyacentes.
  - Neurociencia molecular – estudio de la biología del sistema nervioso con biología molecular, genética molecular, química de proteína y metodologías relacionadas.
  - Neuroanatomía – Estudio de la anatomía del tejido nervioso y estructuras neuronales del sistema nervioso.
  - Neuroendocrinología – Estudia la interacción entre el sistema nervioso y el sistema endocrino, que es cómo el cerebro regula la actividad hormonal en el cuerpo.
  - Neuroetología – Estudio del comportamiento animal y su control mecanístico subyacente por el sistema nervioso.
  - Neuroimmunología – Estudio del sistema nervioso, en conjunto con el sistema inmune.
  - Neurofarmacología – Estudio de cómo los fármacos afectan la función celular en el sistema nervioso.
  - Neurofisiología – Estudio de la función (en contraste con la estructura) del sistema nervioso.
  - Neurociencia de sistemas – estudio de la función de sistemas y circuitos neuronales. Es un término de paraguas , que abarca un número de áreas de estudio que conciernen el cómo las células nerviosas se comportan cuando estas son conectadas juntas para formar redes neuronales.
- Fisiología – estudio del funcionamiento interno de los organismos.
  - Endocrinología – estudio del sistema endocrino.
  - Oncología – estudio de los procesos de cáncer, incluyendo virus o mutación, oncogénesis, angiogénesis y reestructuración de tejidos.
- Biología de sistemas – modelado de sistemas biológicos computacionales.
- Biología teórica – el modelado matemático de fenómenos biológicos.
- Zoología – estudio de los animales, incluyendo su clasificación, fisiología, desarrollo, y comportamiento. Algunas subramas incluyen:
  - Arthropodología – La disciplina biológica que concierne al estudio de los artrópodos, un filo de animales que incluye los insectos, arácnidos, crustáceos y otros aquellos caracterizados por la posesión de extremidades unidas.
    - Acarología – Estudio del taxon de arácnidos que contiene ácaros y garrapatas.
    - Aracnología – Estudio científico de las arañas y animales relacionados como escorpiones, pseudoescorpiones, segadoras, en conjunto llamados arácnidos.
    - Entomología – estudio de los insectos.
      - Coleopterología – Estudio de los escarabajos.
      - Lepidopterología – Estudio de un orden grande de insectos que incluye polillas y mariposas (llamados lepidópteras).
      - Myrmecología – Estudio científico de las hormigas.

    - Carcinología – Estudio de los crustáceos.
    - Myriapodología – Estudio de centípedos, millípedos, y otros miriápodos.

  - Etología
 – estudio científico del comportamiento animal, normalmente con un foco en eñ comportamiento bajo condiciones naturales.
  - Helmintología – Estudio de los gusanos, especialmente gusanos parásitos.
  - Herpetología – estudio de anfibios (incluyendo ranas, sapos, salamandras, tritones, y gimnofiona) y reptiles (incluyendo culebras, lagartos, anfisbénidos, tortugas, terrapinas, crocodilos, y el tuátaras).
    - Batracología – Subdisciplina de la herpetología concerniente al estudio de anfibios solamente.

  - Ictiología – estudio de peces. Esto incluye peces huesudos (Osteichtitas), peces cartilaginosos (Chondrichthtitas), y peces sin mandíbula (Agnatha).
  - Malacología – rama de zoología de invertebrados qué estudia a Mollusca (moluscos), el segundo filo más grande de animales en términos de especies descritas después de los artrópodos.
    - Teuthología – Rama de Malacología que trata el estudio de los cefalópodos.

  - Mastozoología – estudio de los mamíferos, una clase de vertebrados con características como metabolismo homeotérmico, piel, corazones de cuatro cámaras, y sistemas nerviosos complejos. La mastozoología también ha sido nombrada "mastología," "teriología," y "terología." hay aproximadamente 4,200 especies diferente de animales que son consideradas mamíferos.
    - Cetología – Rama de la ciencia de los mamíferos marinos que estudia aproximadamente ochenta especies de ballenas, delfines, y marsopas en el orden científico Cetácea.
    - Primatología – Estudio científico de primates
    - Biología humana – el campo interdisciplinario que estudia la gama de humanos y poblaciones humanas vía ciencias/de vida, de la biología, antropología/ciencias sociales, ciencias/médicas aplicadas
    - Antropología biológica – subrama de la antropología que estudia la morfología física, genética y comportamiento del humanos genus, otro hominins y homínidos a través de su desarrollo evolutivo
      - Ecología conductista humana – el estudio de adaptaciones conductistas (forraje, reproducción, ontogenia) desde perspectivas ecológicas y evolutivas (léase ecología conductista). Se centra en las respuestas adaptivas (fisiológicas, del desarrollo, genéticas) a tensiones medioambientales.

  - Nematología – La disciplina científica preocupada con el estudio de nemátodos, o gusanos redondos.
  - Ornitología – estudio científico de los pájaros.

## Biólogos
Listas de biólogos notables
- Lista de biólogos notables
- Lista de ganadores de premio Nobel en fisiología o medicina
- Listas de biólogos por abreviatura de autor
  - Lista de los autores de nombres publicaron bajo el ICZN

Listas de biólogos por tema
- Lista de bioquímicos
- Lista de ecologistas
- Lista de neurocientíficos
- Lista de fisiólogos